# Vụ tàn sát Istanbul
Cuộc tàn sát Istanbul, còn được gọi là cuộc bạo loạn ở Istanbul hoặc sự kiện tháng 9 (tiếng Hy Lạp: Σεπτεμβριανά, đã Latinh hoá: Septemvriana, n.đ. 'Các sự kiện tháng 9'; tiếng Thổ Nhĩ Kỳ: 6–7 Eylül Olayları, n.đ. 'Sự kiện ngày 6–7 tháng 9'), cũng gọi là Kristallnacht Thổ Nhĩ Kỳ,) là một loạt các cuộc tấn công của đám đông chống Hy Lạp do nhà nước bảo trợ, chủ yếu nhắm vào cộng đồng thiểu số Hy Lạp ở Istanbul vào ngày 6–7 tháng 9 năm 1955. Cuộc tàn sát được dàn dựng bởi Đảng Dân chủ cầm quyền ở Thổ Nhĩ Kỳ với sự hợp tác của nhiều tổ chức an ninh khác nhau (Nhóm Huy động Chiến thuật, Phản du kích và Cơ quan An ninh Quốc gia). Các sự kiện được kích hoạt bởi một câu chuyện giả mạo nói rằng một ngày trước đó, người Hy Lạp đã đánh bom lãnh sự quán Thổ Nhĩ Kỳ ở Thessaloniki, Macedonia, Hy Lạp, - ngôi nhà nơi Mustafa Kemal Atatürk sinh năm 1881. Một quả bom do một người Thổ Nhĩ Kỳ đặt vào lãnh sự quán, người sau đó bị bắt và nhận tội, đã kích động sự việc. Báo chí Thổ Nhĩ Kỳ im lặng về vụ bắt giữ, thay vào đó, họ bóng gió rằng người Hy Lạp đã cho nổ quả bom..
Một đám đông người Thổ Nhĩ Kỳ, hầu hết thành viên được chở bằng xe tải vào thành phố trước, đã tấn công cộng đồng người Hy Lạp ở Istanbul trong chín giờ. Mặc dù đám đông không kêu gọi rõ ràng việc giết người Hy Lạp, nhưng hơn chục người đã chết trong hoặc sau các cuộc tấn công do bị đánh đập và đốt phá. Người Armenia và người Do Thái cũng bị tổn hại. Cảnh sát hầu như không có hành động hiệu quả, và bạo lực vẫn tiếp tục cho đến khi chính phủ tuyên bố thiết quân luật ở Istanbul, triệu tập quân đội và ra lệnh dập tắt bạo loạn.
. Thiệt hại vật chất ước tính khoảng 500 triệu USD, bao gồm việc đốt nhà thờ, tàn phá các cửa hàng và nhà riêng.
.